# 库仑爆炸
库仑爆炸是从强电磁场耦合电子激发能到原子运动的一种现象。有着相同电荷的粒子的库仑斥力可以断裂维持固体的键（力）。当窄激光束照射上去时，小量的金属爆炸为被电离的原子微粒等离子体。与热的烧蚀不同，库仑爆炸是“冷”的——在热量传导到足够远时，爆炸已完成了。

库仑爆炸的动画

库仑爆炸的蚀刻可以被用于任何材料来钻孔、去除表面层和表面结构化、表面微构化，如在打印过程中控制墨水的加载。
高速摄像机拍下了碱金属在水中爆炸的过程，它被认为是库仑爆炸。

## 拓展阅读
- 钠和钾遇到水的瞬间发生了什么？ （页面存档备份，存于）